# لی مارتین (بازیکن فوتبال، زاده ۱۹۸۷)
لی مارتین (انگلیسی: Lee Martin؛ زادهٔ ۹ فوریهٔ ۱۹۸۷) بازیکن فوتبال اهل انگلستان است.
از باشگاه‌هایی که در آن بازی کرده‌است می‌توان به ایپسویچ تاون، ناتینگهام فارست، منچستر یونایتد، شفیلد یونایتد، چارلتون اتلتیک، رنجرز، پلیموث آرگیل، استوک سیتی، باشگاه فوتبال ویمبلدون، میوال، و نورث‌همپتون تاون اشاره کرد.